# Khartron
JSC "Khartron" (Hartron) (en ukrainien : Хартрон, anciennement NPO "Electropribor", НПО "Электроприбор", signifiant Association de production scientifique (en) "Appareil électrique" ; à l'origine connu sous le nom de Bureau d’études OKB-692 ou NII-692 ; puis KB electropriborostroeniya avant de s'appeler NPO Electropribor) est un bureau d'études et de construction aéronautique et spatiale anciennement soviétique puis ukrainien fondé en 1959.

## Historique
Cette entreprise électronique est spécialisée dans la fabrication de matériels destinés à l'industrie aérospatiale et au guidage de missiles militaire.
Elle a travaillé sur plus de cent cinquante satellites regroupés sous la dénomination Cosmos, sur les modules de la station spatiale Mir (Kvant-1, Kvant-2, Kristall, Priroda, et Spektr) et sur des fusées comme le UR-100N, Dnepr (fusée), Energuia.